# Panamerikanism
Panamerikanism är beteckningen för en tidigare existerande, särskilt i Förenta staterna livaktig pannationell rörelse för samtliga självständiga amerikanska staters närmande till varandra för att bedriva en i möjligaste mån enhetlig och gemensam politik.
Monroedoktrinen har särskilt i sina senare utvecklingsformer tolkat Förenta staternas anspråk på den ledande rollen vid en dylik sammanslutning, och delvis som motvikt mot befarade förmynderskapssträvanden från Förenta staternas sida har tid efter annan försök gjorts att skapa något slags gemenskap mellan "det latinska Amerikas" inbördes ofta stridiga stater. Vid möten mellan sydamerikanska jurister 1877-1878 i Lima och 1888-1889 i Montevideo har varjehanda överenskommelser träffats om gemensam lagstiftning i fråga om utlämning, internationell privat- och handelsrätt m. m. För främjande av panamerikanska idéer i vidaste mening har dessutom flera panamerikanska konferenser hållits. 
Till en sådan, som skulle sammanträda i Washington, D.C. 1882, utfärdades inbjudan av Förenta staternas utrikesminister J. G. Blaine, men krig mellan flera sydamerikanska stater hindrade dess hållande. Däremot hölls verkligen en dylik konferens i Washington 2 oktober 1889-19 april 1890 under Blaines presidium; deltagare var alla amerikanska republiker utom Dominikanska republiken. Resolutioner fattades om gemenskap på en mängd områden, men det praktiska resultatet inskränkte sig till upprättandet av "De amerikanska republikernas internationella byrå" för samlande och publicering av uppgifter rörande de vid konferensen representerade staternas handel, produkter, lagstiftning och så vidare 
Den andra panamerikanska konferensen hölls 22 oktober 1901-31 januari 1902 i Mexiko (efter mexikansk inbjudan på initiativ av Förenta staternas president William McKinley. Beslut fattades bl.a. om utlämningsfrågor, patenträtt samt litterär äganderätt, och de amerikanska republikernas ställning till skiljedomssaken diskuterades livligt; alla dessa republiker var representerade vid konferensen, och den ovan omtalade internationella byrån fick en fastare organisation. 
Tredje panamerikanska konferensen hölls i Rio de Janeiro 21 juli-26 augusti 1906; 19 republiker (alla utom Haiti och Venezuela) var representerade. Resolutionerna gällde ungefär samma frågor som vid de båda föregående konferenserna, och den internationella byråns verksamhetsområde utvidgades ytterligare. 
Tidigt på 1900-atylet mattade intresset för den form av panamerikanismen som drevs på 1800-talet, inte minst från de latinamerikanska republikernas ledande män. Som uttryck för de sydamerikanska staternas mera på jämlikhetens grund fotade panamerikanska strävanden kan anses deras medlingsanbud 1914 under Förenta staternas konflikt med Mexiko. På det vetenskapliga området har gemensamhetstanken bl.a. tagit form i panamerikanska vetenskapliga kongresser för behandling av rent amerikanska vetenskapsproblem; sådana har hållits i Santiago de Chile 1908 och Washington 1912.

## Kongresser och konferenser
- 1826 i Panama. Congreso Anfictiónico de Panamá Kongressen av Panama. Organiserad av Simón Bolívar
- 1847-1848 Congreso de Lima
- 1856-1857 Congreso de Santiago
- 1864-1864 Congreso de Lima
- 1889/90 i Washington D.C. International konferensen av amerikanska stater. Den 14 april firas sedan 1930 som Pan American Day
- 1901/2 i Mexico City
- 1906 i Rio de Janeiro
- 1910 i Buenos Aires
- 1923 i Santiago, Chile
- 1928 i Havanna
- 1933 i Montevideo
- 1936 i Buenos Aires (Peace Conference)
- 1938 i Lima
- 1942 i Rio de Janeiro (utrikesministerkonferens)
- 1948 i Bogotá
- 1949 grundades Latin American Education, vilket senare blev Organisation av Ibero-amerikanska stater
- 1954 i Caracas
- Andra[när?]  Latinamerikanskakongressen om utbildning i Quito
- 1967 Buenos Aires
- 1969 Viña del Mar
- 2005 Panama City, Panama - Congreso de Escritores y Escritoras de Centroamérica med målsättningen att skapa the Federación Centroamericana.
- 2006 Panama City, Panama - Latinamerikanska och karibiska kongressen med stöd för Puerto Ricos självständighet